# Know No Better
Know No Better é um extended play (EP) da banda americana de música eletrônica Major Lazer. Foi lançado em 1 de junho de 2017 pela Mad Decent.

## Desenvolvimento
O EP inclui 6 faixas com colaborações com vários artistas, incluindo Travis Scott, Camila Cabello, Quavo, J Balvin, Sean Paul, Nasty C, Ice Prince, Patoranking, Jidenna, Busy Signal, Machel Montano, Konshens e das cantoras brasileiras Anitta e Pabllo Vittar.

## Singles
"Know No Better", foi anunciado como carro-chefe do EP em 22 de maio de 2017, que seria lançado em 31 de maio de 2017, com vocais dos rappers americanos, Travis Scott e Quavo com a cantora cubano-americana Camila Cabello. Major Lazer mais tarde esclareceu, ao anunciar que a música seria lançada no dia 1 de junho, às 8:00 da manhã nos Estados Unidos, e 12:00 no Reino Unido. Camila Cabello adicionou uma prévia da faixa em 26 de maio por meio de um tweet com a letra da música. Ela também publicou trechos da música em sua história no Snapchat no mesmo dia. Em agosto de 2017, a música acabaria por ser eleita a melhor canção eletrônica/dance do ano no Teen Choice Awards 2017.
Em 20 de junho de 2017 o Major Lazer viajou para o Marrocos, junto com Anitta e Pabllo Vittar para gravar o videoclipe de "Sua Cara". Foi dirigido por Bruno Ilogti.. O single e videoclipe foram lançados simultaneamente em 30 de julho de 2017.

## Alinhamento de faixas
- Créditos adaptados do Tidal.[10]

| N.º            | Título                                                                       | Compositor(es) | Produtor(es)                                    | Duração |  |
| 1.             | "Know No Better" (com participação de Travis Scott, Camila Cabello e Quavo)  | Jr. Blender Henry Allen Thomas Pentz Brittany Hazzard Quavious Marshall                                                                                 | Major Lazer Benny Blanco Jr. Blender King Henry | 3:45    |  |
| 2.             | "Buscando Huellas" (com participação de J Balvin e Sean Paul)                | Boaz de Jong Pentz Jr. Blender Sean Henrique Robin Anthony P Francesco                                                                                  |                                                 | 2:53    |  |
| 3.             | "Particula" (com participação de Nasty C, Ice Prince, Patoranking e Jidenna) | Jr. Blender DJ Mariphosa Pentz Jidenna T. Mobisson Patrick Nnaemeka Okorie Nsikayesizwe David Junior Ngcobo Panshak Henry Zamani Themba Sonnyboy Sekowe |                                                 | 3:24    |  |
| 4.             | "Jump" (com participação de Busy Signal)                                     | Pentz Anton Nielsen Jens Espersen Rasmus Korsby Raenno Gordon                                                                                           |                                                 | 3:03    |  |
| 5.             | "Sua Cara" (com participação de Anitta e Pabllo Vittar)                      | Jong Pentz Larissa Machado Pablo Bispo Jefferson Junior Arthur Marques Umberto Tavares Rashid Badloe Giordano Ashruf Rodrigo Gorky Shareef Badloe       |                                                 | 2:47    |  |
| 6.             | "Front of the Line" (com participação de Machel Montano e Konshens)          | Pentz Jr. Blender Philip Meckseper Gamal Doy Allen Machel Montano Garfield Delano Spence                                                                |                                                 | 3:45    |  |
| Duração total: | Duração total:                                                               | Duração total: | Duração total:                                  | 19:37   |  |

- O EP também contém um livro digital do lançamento.

## Recepção

### Recepção crítica
| Críticas profissionais | Críticas profissionais |
| Avaliações da crítica  | Avaliações da crítica  |
| Fonte                  | Avaliação              |
| ---------------------- | ---------------------- |
| Allmusic               | [ 11 ]                 |

Paul Simpson para o Allmusic argumentou dizendo que o EP tem uma característica do Major Lazer de unir as nações, portando diz que "parece casual e sem esforço." Andy Cush da Spin escreveu que o EP "soa o mesmo". Ele acrescentou, "Talvez, em algum momento, eles reconheçam que a magia desses truques particulares está começando a desgastar. Ou, como o título do registro implica, talvez eles não conheçam nada melhor". Jonah Bromwich, da Pitchfork, deu ao EP uma revisão positiva, afirmando que: "Às vezes chega a ser engraçado, Know No Better funciona como um testamento para o resultado de uma propagação de um punhado de boas ideias, muito finas."

## Desempenho nas paradas musicais
| Tabela musical (2017)                    | Melhor posição |
| ---------------------------------------- | -------------- |
| Dinamarca (Hitlisten)                    | 32             |
| França (SNEP)                            | 82             |
| Nova Zelândia (RMNZ)                     | 3              |
| Suécia (Sverigetopplistan)               | 8              |
| Suíça (Schweizer Hitparade)              | 47             |
| Estados Unidos (Billboard 200)           | 91             |
| Estados Unidos (Dance/Electronic Albums) | 3              |

## Histórico de lançamento
| País   | Data               | Formato              | Distribuição              |
| ------ | ------------------ | -------------------- | ------------------------- |
| Mundo  | 1 de junho de 2017 | CD, download digital | Mad Decent, Because Music |
| Brasil | 1 de junho de 2017 | CD, download digital | Warner Music              |
| Itália | 1 de junho de 2017 | CD, download digital | Warner Music              |